# Ла-Антигуа (Веракрус)
Ла-Антигуа (исп. La Antigua) — муниципалитет в Мексике, штат Веракрус, расположен в регионе Сотавенто. Административный центр — город Хосе-Кардель.

## История

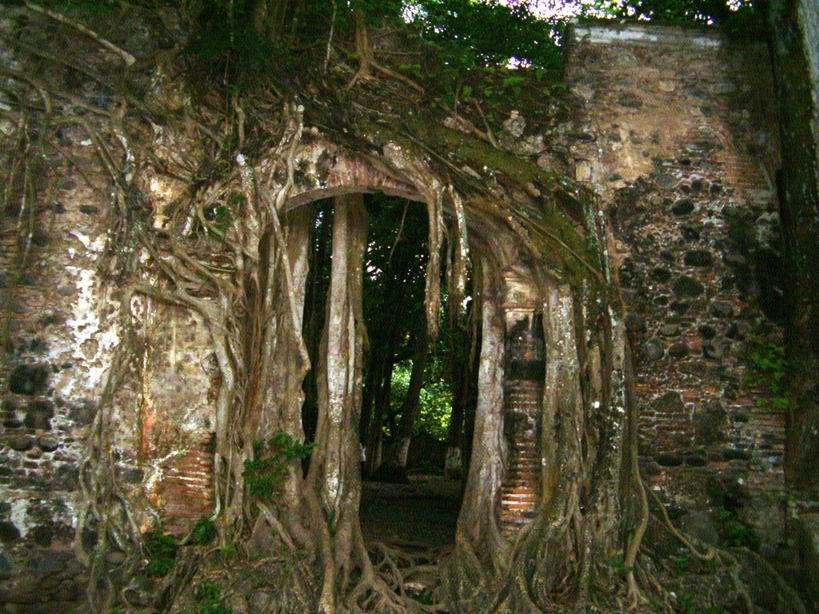
Руины дома Эрнана Кортеса в Ла-Антигуа

В 1518 году капитан Хуан де Грихальва добрался до острова Сан-Хуан-де-Улуа. Опираясь на полученную от него информацию, в 1519 году Эрнан Кортес достиг побережья Мексики и основал поселение Вилья-Рика-де-ла-Вера-Крус. В 1523 году король даровал поселению герб, а в 1527 году оно уже получило статус города (ciudad). В 1600 году вице=король Гаспар де Суньига-и-Асеведа основал город Нуэва-Веракрус, и многие жители Вилья-Рика-де-ла-Вера-Круса перебрались туда.
В 1824 году был образован муниципалитет Ла-Антигуа, власти которого разместились в историческом городе. В 1913 году власти муниципалитета переехали в Сан-Франсиско-де-лас-Пеньяс, а с 1925 года обосновались в Хосе-Карделе.

## Состав
В муниципалитет входит 70 населённых пунктов. Крупнейшие из них:
| Русское название       | Испанское название          | Население, 2010 год |
| Всего в муниципалитете | Всего в муниципалитете      | 25 500              |
| Хосе-Кардель           | José Cardel                 | 19 092              |
| Николас-Бланко         | Nicolás Blanco (San Pancho) | 1092                |
| Ла-Антигуа             | La Antigua                  | 988                 |
| Ла-Пуреса              | La Pureza                   | 866                 |
| Сальмораль             | Salmoral                    | 753                 |